# Jack Smith (realizador)
Jack Smith (14 de novembro de 1932 - 18 de setembro de 1989) foi um cineasta, ator e pioneiro do cinema underground americano. É geralmente aclamado como o pai fundador da arte de performance americana e tem sido reconhecido pela crítica pela sua qualidade como fotógrafo, embora seus trabalhos fotográficos sejam raros e permaneçam em grande parte desconhecidos.

## Vida e carreira
Smith foi criado no Texas, onde fez seu primeiro filme, Buzzards over Baghdad, em 1952. Mudou-se para Nova Iorque em 1953.
A mais famosa das produções de Smith é Flaming Creatures (1963), uma sátira aos filmes B de Hollywood e uma homenagem à atriz Maria Montez, que protagonizou muitas dessas produções. No entanto, as autoridades consideraram algumas cenas pornográficas e as cópias do filme foram confiscadas no dia da estreia e o filme foi posteriormente banido. Apesar de não ser possível vê-lo atualmente, o filme ganhou alguma notoriedade quando foram exibidas algumas cenas durante as audiências no Congresso dos EUA e Strom Thurmond, um político conservador, mencionou o filme nos seus discursos anti-pornografia.
O filme seguinte de Smith, Normal Love, foi o único em toda a obra de Smith com uma duração quase convencional (120 minutos), e contou com várias estrelas underground, incluindo Mario Montez, Diane di Prima, Tiny Tim, Francis Francine, Beverly Grant, John Vaccaro e outros. Todas as suas outras produções são curtas-metragens, muitos delas nunca exibidas em cinemas, mas apresentadas em performances e constantemente reeditadas para se adequarem às necessidades do evento (incluindo Normal Love).
Smith também trabalhou como ator, nos seus filmes e nos filmes de outros realizadores. Foi o protagonista do filme inacabado de Andy Warhol, Batman Drácula, e no filme Blonde Cobra de Ken Jacobs, e fez parte do elenco de várias produções teatrais de Robert Wilson .
Também trabalhou como fotógrafo e fundou o Hyperbole Photographic Studio em Nova Iorque. Em 1962, lançou The Beautiful Book, uma coleção de fotos de artistas de Nova Iorque, que foi republicada em fac-símile pela Granary Books em 2001.
Depois do seu último filme, No President (1967), Smith foi autor de teatro experimental e de performance até à sua morte, em 25 de setembro de 1989, de pneumonia associada a SIDA.

## Espólio
Em 1989, Penny Arcade, um artista de performance novaiorquino, tentou salvar o trabalho de Smith do seu apartamento, após a sua longa luta contra a SIDA e subsequente morte. Arcade tentou preservar o apartamento para o transformar num museu dedicado a Jack Smith e à sua obra, porque Smith o tinha transformado num cenário elaborado para o seu filme épico Sinbad in a Rented World, que nunca viria a ser filmado, mas o seu esforço falhou.
Até recentemente, o arquivo de Smith era co-administrado por Arcade, em conjunto com o historiador de cinema J. Hoberman, por intermédio da sua empresa, The Plaster Foundation, Inc. Dez anos após a morte de Smith, a fundação, funcionando apenas com donativos e boa vontade, restaurou todos os filmes de Smith, criou uma grande retrospectiva, com curadoria de Edward Leffingwell no PS 1, o Contemporary Arts Museum, agora parte do MOMA, voltou a colocar os seus filmes no circuito de distribuição internacional e publicou vários livros sobre Jack Smith e seu trabalho.
Em janeiro de 2004, o Tribunal de Justiça de Nova York ordenou a Hoberman e a Arcade que devolvessem o arquivo de Smith à sua herdeira legal, Sue Slater. Hoberman e Arcade argumentaram que Sue Slater tinha abandonado o apartamento de Jack e o seu conteúdo (a Fundação criou o arquivo e tomou posse da obra somente após 14 anos de tentativas repetidas e documentadas de comunicação com a herdeira). Num julgamento rápido, a juíza Eve Preminger rejeitou o argumento da fundação e entregou o arquivo a Sue Slater.
Em outubro de 2006, a fundação ainda não tinha entregado o arquivo de Jack Smith, alegando a falta de pagamento de despesas associadas à preservação do mesmo, numa tentativa de que a obra de Smith fosse entretanto comprada por uma instituição pública que pudesse protegê-la e apresenta-la ao público. Segundo o curador Jerry Tartaglia, o diferendo foi resolvido em 2008, com a compra do espólio de Smith pela Gladstone Gallery.

## Impacto
Smith foi um dos primeiros defensores da estética que veio a ser conhecida como 'camp' e 'trash', usando meios de produção improvisados para criar um cosmos visual fortemente influenciado pelo kitsch de Hollywood e pelo orientalismo, e com o fime Flaming Creatures crou a cultura drag como é atualmente conhecida. Smith esteve fortemente envolvido com John Vaccaro, fundador de The Playhouse of the Ridiculous, cujo desprezo pela prática teatral convencional influenciou profundamente as ideias de Smith sobre a arte de performance. Por sua vez, Vaccaro foi profundamente influenciado pela estética de Smith. Foi Vaccaro quem introduziu Smith ao glitter e, em 1966 e 1967, Smith criou o guarda-roupa para o filme Playhouse of The Ridiculous de Vaccaro. O estilo de Smith influenciou o trabalho cinematográfico de Andy Warhol, bem como os primeiros trabalhos de John Waters. Apesar de os três fazerem parte do movimento de artes gay dos anos 1960, Vaccaro e Smith refutaram a ideia de que a sua orientação sexual era definidora da sua arte.

## Filmografia selecionada
Por Jack Smith
- 1952: Buzzards Over Baghdad [2]
- 1961: Scotch Tape
- 1963: Flaming Creatures (p/b, 46 minutos)
- 1963: Normal Love (120 minutos)
- 1967: No President (a / k / a The Kidnapping of Wendell Willkie por The Love Bandit, cerca de minutos)

Com Jack Smith como ator
- 1960: em Little Stabs at Happiness de Ken Jacobs[2]
- 1963: em Blonde Cobra de Ken jacobs
- 1963: em Queen of Sheba Meets the Atom Man, de Ron Rice
- 1964: em Chumlum de Rice
- 1965: em Camp de Andy Warhol
- 1966: em Hedy de Warhol (também conhecido como Hedy, o Shoplifter), protagonizado por Mario Montez e Mary Woronov
- 1971: em Up Your Legs Forever de John Lennon e Yoko Ono[6]
- 1974: em Silent Night, Bloody Night de Ted Gershunny, protagonizado por Mary Woronov, Patrick O'Neal, John Carradine, Candy Darling, Ondine e Tally Brown
- 1989: em Shadows in the City, de Ari Roussimoff (Frankenhooker)